# Portret Baldassare Castiglionego
Portret Baldassare Castiglionego (również Portret Baltazara Castiglionego) – obraz olejny Rafaela, namalowany ok. 1514–1515 lub ok. 1515–1516 roku. Znajduje się w Luwrze w Paryżu.
Obraz przedstawia dyplomatę włoskiego, a zarazem przyjaciela Rafaela Baldassara Castiglionego. Portret powstał prawdopodobnie w okresie, kiedy Castiglione był ambasadorem Urbino w Rzymie. Jego twarz ukazuje silną osobowość i tajemniczość. Dzieło oparto na formie trójkąta. Dyplomata został ukazany w pozie en trois quarts. Jego twarz jest lekko zaczerwieniona. Swój wzrok kieruje bezpośrednio na widza. Jego dłonie spoczywają na kolanach. Gama kolorystyczna jest ograniczona do czerni, szarości, beżów i bieli.
Po 1639 roku obraz został obcięty o 15 cm od dołu. Nie wiadomo, dlaczego dokonano skrócenia obrazu.
Po śmierci Rafaela Castiglione zawiózł dzieło do Mantui, gdzie mieścił się jego majątek. W XVII wieku nowym właścicielem obrazu został niderlandzki kupiec Lucas van Uffelen, który wywiózł dzieło z Mantui do Holandii. W 1639 roku obraz sprzedano za 3500 guldenów. Portret Baldassare Castiglionego trafił w ręce kardynała Mazairina, który przekazał obraz królowi Francji Ludwikowi XIII.
W 1639 roku Rembrandt narysował szkic Portretu Baldassare Castiglionego. Dzięki rysunkowi Rembrandta wiadomo, że pierwotnie obraz był większy. Rysunek znajduje się w zbiorach Graphische Sammlung Albertina w Wiedniu.